# Kurt Romstöck
Kurt Romstöck (* 13. Februar 1925 in Neumarkt in der Oberpfalz; † 9. Januar 2017 ebenda) war ein deutscher Politiker (CSU) und Oberbürgermeister der Großen Kreisstadt Neumarkt in der Oberpfalz.

## Leben
Kurt Romstöck wurde 1952 erstmals in den Stadtrat der damals kreisfreien Stadt Neumarkt in der Oberpfalz. Diesem gehörte er bis 1995 an. 1961 bis 1972 war er 2. Bürgermeister hinter Theo Betz.
Ab 1972 war er der erste Oberbürgermeister der Großen Kreisstadt Neumarkt. Hierbei hatte er die in Folge der Gebietsreform eingemeindeten Ortschaften zu integrieren. 1990 trat er aus Altersgründen nicht mehr zur Wahl an. Romstöck war 24 Jahre Mitglied im Kreistag und von 1990 bis 1996 stellvertretender Landrat.
Als Heimathistoriker hat er die Geschichte seiner Stadt, insbesondere des Feuerwehrwesens, beschrieben. Er war verheiratet und hatte zwei Kinder.

## Ehrungen
Romstöck wurde 1985 das Bundesverdienstkreuz 1. Klasse und der Bayerische Verdienstorden verliehen. Außerdem war er seit 1990 Ehrenbürger der Großen Kreisstadt Neumarkt.
2005 wurde nach ihm der Kurt-Romstöck-Ring benannt.